# نقص پیرووات کربوکسیلاز
نقص پیرووات کربوکسیلاز (به انگلیسی: Pyruvate carboxylase deficiency) جزء ناهنجاری‌های متابولیسم کربوهیدرات‌ها است. جهت شروع راه گلوکونئوژنز از لاکتات یا آلانین، ساخته شدن اگزالواستات از پیرووات ضروری نیست. به علاوه این موضوع از یک طرف امکان برداشتن سیترات، ۲ اوکسوگلوتارات یا سوکسینیل کوآ از چرخه اسید تری کربوکسیلیک را برای ساختن ترکیبات گوناگون فراهم می‌کند و از سوی دیگر برای تولید آسپارتات لازم می‌باشد. آسپارتات در انتقال معادل‌های احیاء‌کننده از عرض غشاء میتوکندری و در چرخه اوره مورد استفاده قرار می‌گیرد.

## علائم بالینی

### نوع خفیف یا ساده (نوع آ)
در ۶ ماه اول زندگی با حملات حاد اسیدوز متابولیک با اسیدمی لاکتیک یا تأخیر تکامل، عقب‌ماندگی روانی حرکتی، اختلال رشد، استفراغ یا تحریک‌پذیری، بزرگی دور سر و افوزیون ساب دورال، کاهش گلوکز خون به دنبال ۲۴ ساعت ناشتایی، تشنج، احتمالاً کاهش تونوس عضلانی، شلی، رقصاک و آتتوز تظاهر می‌کند.

### نوع شدید یا کمپلکس (نوع ب)
در دوره نوزادی با اسیدوز لاکتیک، افزایش تعداد تنفس، بزرگی کبد، از دست رفتن آب و الکترولیتها، اغماء، شوک و آپنه، افزایش آمونیاک و سیترولین خون، کتواسیدوز شدید، کتونوری، کاهش تونوس عضلانی، تشنج، کاهش گلوکز خون، اسیدوز توبولی کلیوی و آسیب مغزی تظاهر می‌کند.

## نقص آنزیمی
نقص در آنزیم پیرووات کربوکسیلاز با کوفاکتور بیوتین.

## توارث ژنتیکی
اتوزوم مغلوب.

## میزان بروز
نادر.

## روش تشخیص
- پلاسما: لاکتات، پیرووات و کتونها بالا، آمونیاک طبیعی یا بالا.
- اسیدهای آمینه پلاسما: سیترولین، آلانین، لیزین و پرولین بالا.
- ادرار: کتونها و لاکتات بالا.
- اسیدهای آلی ادرار: اسید ۲ اوکسوگلوتاریک بالا.
- بررسی آنزیم: در فیبروبلاستها.

## تشخیص افتراقی
کمبود مالتی پل کربوکسیلاز.

## درمان
در طی حمله حاد تجویز بی‌کربنات سدیم جهت درمان اسیدوز متابولیک و اسیدوز توبولی کلیوی و مایعات غیرخوراکی لازم است. در طی فاز مزمن، رژیم غذایی بدون کربوهیدرات، تجویز روزانه ۱۰ تا ۴۰ میلی‌گرم بیوتین و ۱۰ تا ۲۰ گرم سوکسینات لازم می‌باشد. پیوند کبد کتواسیدوز و اسیدوز توبولی کلیه را بهبود می‌دهد، اما اثری بر یافته‌های مغزی بیماری ندارد.

## آزمون تشخیص پیش از تولد
بررسی آنزیم در آمنیوسیتها.
نکته: سابقه مرگ فرزندان قبلی در خانواده وجود دارد.